# Agaricomycetes
Agaricomycetes Doweld, 2001 è una classe che contiene circa 16 000 specie di funghi (53% dei basidiomiceti conosciuti) tra le quali gran parte di quelle un tempo incluse nei vecchi taxa Gasteromycetes e Homobasidiomycetes.
Il taxon è pressoché identico a quello definito per gli Homobasidiomycetes da Hibbett & Thorn con l'inclusione di Auriculariales e Sebacinales.
Tutti i membri di questa classe producono basidiocarpi che vanno da piccole coppe di pochi millimetri fino a giganteschi polipori  di più di un metro di diametro e più di 130 kg. Il gruppo include anche i più vecchi organismi comparsi sulla Terra: è stato stimato che un micelio di Armillaria gallica si estenda su 150000 m² (15 ettari) con una massa di 10000 kg ed un'età di 1 500 anni.
Quasi tutte le specie sono terrestri e poche acquatiche, presenti in una vasta gamma di ambienti dove svolgono in gran parte la funzione di demolitori, specialmente del legno. Alcune specie, comunque, sono patogene o parassite ed altre simbionti instaurano rapporti ectomicorrizici con alberi nei boschi.

## Sistematica
L'albero filogenetico della classe Agaricomycetes comprende:
- Classe Agaricomycetes
  - Sottoclasse Agaricomycetidae
    - Ordine Agaricales
    - Ordine Amylocorticiales
    - Ordine Atheliales
    - Ordine Boletales
    - Ordine Jaapiales
    - Ordine Lepidostromatales

  - Sottoclasse Phallomycetidae
    - Ordine Geastrales
    - Ordine Gomphales
    - Ordine Hysterangiales
    - Ordine Phallales

Inoltre, i seguenti taxa appartengono alla classe Agaricomycetes ma non è stata ben definita la loro collocazione:
- Ordine Auriculariales
- Ordine Cantharellales
- Ordine Corticiales
- Ordine Gloeophyllales
- Ordine Hymenochaetales
- Ordine Polyporales
- Ordine Russulales
- Ordine Sebacinales
- Ordine Thelephorales
- Ordine Trechisporales
- Ordine Tremellodendropsidales
- Famiglia Lepidostromataceae
- Famiglia Stereopsidaceae
- Famiglia Xenasmataceae
- Genere Akenomyces
- Genere Blasiphalia
- Genere Chondrogaster
- Genere Dendrosporomyces
- Genere Glutinoagger
- Genere Hypochnella
- Genere Intextomyces
- Genere Lycogalopsis
- Genere Nigrofomes
- Genere Purpureocorticium
- Genere Rogersiomyces